# NGC 3894
NGC 3894 ist eine elliptische Galaxie vom Hubble-Typ E4 mit aktivem Galaxienkern im Sternbild Großer Bär am Nordsternhimmel. Sie ist schätzungsweise 148 Millionen Lichtjahre von der Milchstraße entfernt und hat einen Durchmesser von etwa 120.000 Lichtjahren. Gemeinsam mit NGC 3895 bildet sie das gravitativ gebundenes Galaxienpaar Holm 294 oder KPG 303 und zusammen mit PGC 36862 ein Galaxientrio.
Sie gilt als Mitglied der NGC 3963-Gruppe (LGG 251).

Das Objekt wurde am 18. März 1790 von Wilhelm Herschel entdeckt.